# Uwe Böning
Uwe Böning, né le 7 décembre 1945 à Zittau, est un « business coach » et consultant en management allemand. En vertu de ses recherches dans le domaine du business coaching, il est considéré comme l’un des pionniers du business coaching en Allemagne.  Il contribue au premier plan à forger le business coaching par son travail dans la recherche, la pratique, la formation et les associations du domaine,,,,,.

## Carrière
Après le baccalauréat, Böning a étudié la psychologie, la philosophie et la sociologie à l’Université Johannes Gutenberg de Mayence et a obtenu un diplôme en psychologie,.
Il travaille, à partir de 1974, comme psychologue clinicien et psychothérapeute dans son propre cabinet tout en collaborant à un projet de recherches à l’université de Mayence. En 1979, il devient coach de cadres dans deux entreprises-conseils de Munich. Depuis 1985, il est conseiller en management et coach dans le domaine du management de directeurs et cadres supérieurs. En 1985, il a fondé, en collaboration avec Brigitte Fritschle, son cabinet Böning-Consult, à Francfort-sur-le-Main dont il est l’un des deux associés gérants.
Böning fait partie, avec Brigitte Fritschle et Jörg Wirtgen, des fondateurs de la «European Coaching Company» (E.C.C.) qui propose depuis 2005 une formation internationale de coaching du travail. Il est également co-initiateur avec Christopher Rauen et cofondateur de l’association fédérale de coaching en Allemagne (DBVC). De 2004 à 2006, il était président du DBVC. 
Dans son travail scientifique, Böning s’occupe de caractéristiques de personnalité de cadres en Allemagne (niveaux directeurs, cadres supérieurs et moyens) et s’engage à élaborer des moyens pour mesurer les résultats de coaching.
Böning était également chargé d'enseignement à l’université de Osnabrück et l’université de Fribourg-en-Brisgau et aussi professeur invité sur les sujets de «Coaching et direction», entre autres, à l'université de Bielefeld, à la « Mannheim Business-School » (MBS) et à l’Institut européen d'administration des affaires (INSEAD).
Böning fait partie, avec Siegfried Greif et Brigitte Fritschle, des initiateurs et organisateurs des journées du coaching à Ekeberg. Les journées de coaching d’Ekeberg sont chaque année depuis 2008, une rencontre spécialisée sur les thèmes actuels dans la branche du coaching, qui - par l’échange de connaissances et de pratiques - contribuent à professionnaliser en permanence la matière. En collaboration avec Brigitte Fritschle, Frank et Heidrun Strikker et Christine Kaul, il est initiateur du ‘Coaching Globe’, une plateforme basée sur l’internet, au but de promouvoir la communication et le contact parmi les praticiens, scientifiques, journalistes et milieux intéressés.
Böning est l’auteur de livres spécialisés et d’articles sur les thèmes coaching, management, direction et intégration Post Merger.
Böning est marié, père de 4 enfants, et vit à Francfort-sur-le-Main et à Ekeberg dans le Schleswig-Holstein.

## Publications
- avec Fritschle, Brigitte: Coaching fürs Business. Was Coaches, Personaler und Manager über Coaching wissen müssen. ManagerSeminare Verlag, Bonn 2005,   (ISBN 978-3-936075-27-4).
- avec Fritschle, Brigitte: Herausforderung Fusion. Die Integration entscheidet FAZ-Verlag, 2001,   (ISBN 3-89843-012-X).
- Interkulturelle Business-Kompetenz FAZ-Verlag, 2000,   (ISBN 3-933180-44-9).
- avec Fritschle, Brigitte: Veränderungsmanagement auf dem Prüfstand. Eine Zwischenbilanz aus der Unternehmenspraxis. Haufe-Verlag, 1997,   (ISBN 3-448-03512-2).
- Umgehen mit Stress. Das Böning-Anti-Stress-Programm”. Düsseldorf: ECON-Verlag, 1993.
- „Moderieren mit System: Besprechungen effizient steuern“. Wiesbaden: Gabler-Verlag, 1991, 2e édition 1994.
- „Exzellent Führen“. Freiburg i.B.: Rudolf Haufe Verlag, 1989, 2e édition 1993.

## Sources
1. ↑  p. ex. Stenzel, S. (2008). Coaching und Supervision. R. Bröckermann & M. Müller-Vorbrüggen (Eds.), Handbuch Personalentwicklung. Die Praxis der Personalbildung, Personalförderung und Arbeitsstrukturierung (pp. 369-370). Stuttgart: Schäffer-Poeschel Verlag.
2. ↑  Greif, S. (2008). Coaching und ergebnisorientierte Selbstreflexion. Göttingen: Hogrefe. pp. 52 ff.
3. ↑  Höher, P. (2007). Coaching als Methode des Organisationslernens. 2007 Bergisch Gladbach: EHP Verlag. pp. 47 ff.
4. ↑  Lippmann, E. (2006). Coaching. Angewandte Psychologie für die Beratungspraxis. Heidelberg: Springer. pp. 12 ff.
5. ↑  Looss, W. (2006). Unter vier Augen: Coaching für Manager. Bergisch Gladbach: EHP Verlag. p. 171.
6. ↑  Rauen, Chr. (Ed.). (2005). Handbuch Coaching. Göttingen: Hogrefe. pp. 12 ff.
7. ↑  Weyand, G. (2009). "Ich bin immer einen Schritt weiter gegangen" Uwe Böning im Porträt. In: managerSeminare, Heft 140, 2009 (pp. 62-67). Bonn: managerSeminare Verlag.
8. ↑  Weyand, G. (2009). Porträt Uwe Böning: Der Grenzgänger. In: Hamburger, N.: Glücklich als Trainer. (pp. 144-150). Bonn: managerSeminare Verlag.

## Liens Internet
- Notices d'autorité :   - VIAF
  - GND
- (de) Page d'accueil de Böning-Consult